# ¿Nadie me librará de este turbulento sacerdote?

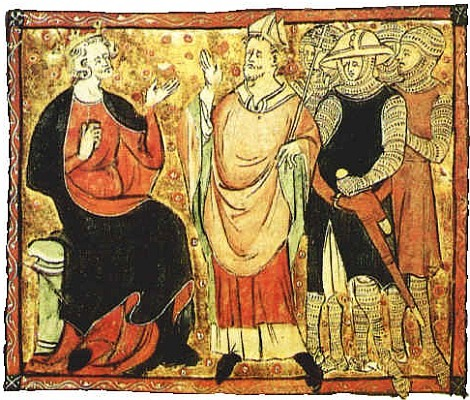
Representación del del rey Enrique II de Inglaterra con el Arzobispo de Canterbury Tomás Becket.

"¿Nadie me librará de este turbulento sacerdote?" (a veces expresado como un "sacerdote molesto" o "entrometido") es una expresión atribuida a Enrique II de Inglaterra, que llevó a la muerte de Tomás Becket, el Arzobispo de Canterbury, en 1170. Aunque la frase no se expresó como una orden, sino como una pregunta, cuatro caballeros viajaron desde Normandía a Canterbury, donde mataron a Becket.  
La frase ahora se usa para expresar la idea de que el deseo de un gobernante puede ser interpretado como un comando por sus subordinados.

## Origen
El arrebato de Enrique se produjo en la Navidad de 1170 en su castillo en Bures, Normandía, en el punto culminante de una controversia con Becket. Se le acababa de informar que Becket había excomulgado a varios obispos que apoyaban al rey, incluido el Arzobispo de York. Edward Grim, quien estuvo presente en el asesinato de Becket y posteriormente escribió la Vida de Santo Tomás, cita a Henry diciendo:

«¡Qué miserables zánganos y traidores he criado y promovido en mi casa, que permiten que su señor sea tratado con tan vergonzoso desprecio por un empleado de baja cuna!»

 En 1772 en la Historia de la vida del rey Enrique II de George Lyttelton, esto se traduce como «[dijo] que era muy desafortunado por haber mantenido en su corte a tantos hombres cobardes e ingratos, ninguno de los cuales lo vengaría de los perjuicios que le hacía un sacerdote turbulento». En La crónica de los reyes de Inglaterra (1821) se convierte en «¿Ninguno de estos perezosos insignificantes a quienes mantengo me librará de este sacerdote turbulento?», y luego se reduce a «¿Quién me librará de este turbulento sacerdote?».
No se dice tal frase en la obra de  T. S. Eliot de 1932, Asesinato en la catedral, que trata sobre el asesinato de Becket, porque Enrique no aparece en esa obra. En la obra de teatro de Jean Anouilh de 1959, Becket, Enrique dice: «¿Nadie me librará de él? ¡Un sacerdote! Un sacerdote que se burla de mí y me lastima». En la película de 1964, Becket, basada en la obra de teatro de Anouilh, dice: «¿Nadie me librará de este sacerdote entrometido?».

## Consecuencias
Al escuchar las palabras del rey, cuatro caballeros (Reginald Fitzurse, Hugo de Moreville, William de Tracy y Richard le Breton) viajaron desde Normandía a Canterbury, con la intención de obligar a Becket a retirar su excomunión, o alternativamente, llevarlo de regreso a Normandía a la fuerza. El día después de su llegada, se enfrentaron a Becket en la catedral de Canterbury. Cuando Becket resistió sus intentos de apoderarse de él, lo atacaron con sus espadas y lo mataron. Aunque nadie, incluso en ese momento, creía que Enrique ordenó directamente que se matara a Becket, sus palabras habían iniciado una cadena de eventos que probablemente tendrían ese resultado. Además, dado que la arengue de Enrique no había sido dirigida a Becket, sino a su propio hogar, los cuatro pueden haber pensado que una falta de acción se consideraría una traición, potencialmente punible con la muerte.
Tras el asesinato, Becket fue venerado y Enrique fue vilipendiado. Había exigencias de que fuera excomulgado. El papa Alejandro prohibió a Enrique escuchar misa hasta que expiara su pecado. En mayo de 1172, Enrique hizo penitencia pública en la catedral de Avranches. 

## Uso y análisis
El sacerdote turbulento era el título de la biografía de Becket de 1957 de Piers Compton.
Según Alfred H. Knight, la frase «tuvo profundas consecuencias a largo plazo para el desarrollo del derecho constitucional», porque sus consecuencias obligaron al rey a aceptar el beneficio del clero, el principio de que los tribunales seculares no tenían jurisdicción sobre el clero.
Se ha dicho que la frase es un ejemplo de «dirección a través de direccionamiento indirecto», en el sentido de que proporciona al hablante una negación plausible cuando se comete un delito como resultado de sus palabras. 
The New York Times comentó que aunque Enrique tal vez no lo haya dicho, «en tales asuntos, la autenticidad histórica puede no ser el punto». La frase ha sido citada como un ejemplo de la historia compartida con la que todos los ciudadanos británicos deberían estar familiarizados, parte de «la memoria colectiva de su país».
En un documental de la BBC de 2009 sobre la controversia de Los versos satánicos, el periodista y lector de noticias Peter Sissons describió una entrevista en febrero de 1989 con el encargado de negocios iraní en Londres, Mohammad Mehdi Akhondzadeh Basti. La posición del gobierno iraní fue que la fatwa contra Salman Rushdie declarada por el líder supremo de Irán, el ayatolá Ruhollah Jomeini, era «una opinión». Sissons describió este argumento como «un poco como el 'quién me librará de este turbulento sacerdote', ¿no es así?».
En una comparecencia de 2017 ante el Comité de Inteligencia del Senado a razón de su despido, el exdirector del FBI James Comey declaró que el presidente de los Estados Unidos, Donald Trump, le había dicho que «esperaba» que Comey pudiera «dejar ir» cualquier investigación sobre Michael T. Flynn; cuando se le preguntó a Comey si tomaría «Espero», proveniente del presidente, como una directiva, Comey respondió: «Sí. Resuena en mis oídos como una especie de '¿Nadie me librará de este sacerdote entrometido?'».

## En cultura popular
«The Archbishop» («El arzobispo»), un episodio de 1983 de la serie de comedia de televisión británica La víbora negra, presenta a dos caballeros que escuchan al rey Ricardo IV citar la frase, que interpretan erróneamente como una directiva para asesinar al personaje principal.